# 마거릿 러더퍼드
마거릿 러더퍼드 여사(Margaret Rutherford, DBE, 1892년 5월 11일 ~ 1972년 5월 22일)는 잉글랜드의 배우이다.

## 서훈
- 1961년 대영 제국 훈장 4등급(OBE)[1]
- 1967년 대영 제국 훈장 2등급(DBE, 작위급 훈장)[2]

## 참여 작품
- 핌리코행 여권
- 패딩턴 발 4시 50분
- 장례식을 마치고 (영화)
- VIP (영화)
- 맥긴티 부인의 죽음
- 머더 어호이
- 한밤의 차임벨
- ABC 살인사건 (영화)
- 홍콩에서 온 백작부인